# Jella Haase
Jella Haase (Berlino, 26 ottobre 1992) è un'attrice tedesca.

## Biografia
Jella Haase è nata a Berlino-Kreuzberg, dove è anche cresciuta, figlia di un tecnico e di un dentista. Ha iniziato a recitare da bambina. Nel 2009 è apparsa davanti alla telecamera per il suo primo cortometraggio, mentre il suo primo ruolo da protagonista è stato nel film per la televisione Mama kommt!. Sono seguite altre produzioni televisive, tra cui due apparizioni in Polizeiruf 110. Nel 2010 è apparsa in sei episodi di Alpha 0.7 - Der Feind in dir un progetto di Südwestrundfunk.
Nel 2011 ha ricevuto il Bavarian Film Prize come migliore attrice giovane. La svolta della sua carriera è arrivata nel 2013 con la parte di Chantal in Fuck you, prof!. Nel 2021 ha vinto il German Film Prize per il suo ruolo di supporto in Lieber Thomas. Nel 2022 ha interpretato il ruolo della protagonista Kleo Straub nella miniserie televisiva di successo Kleo, prodotta da Netflix.

## Filmografia

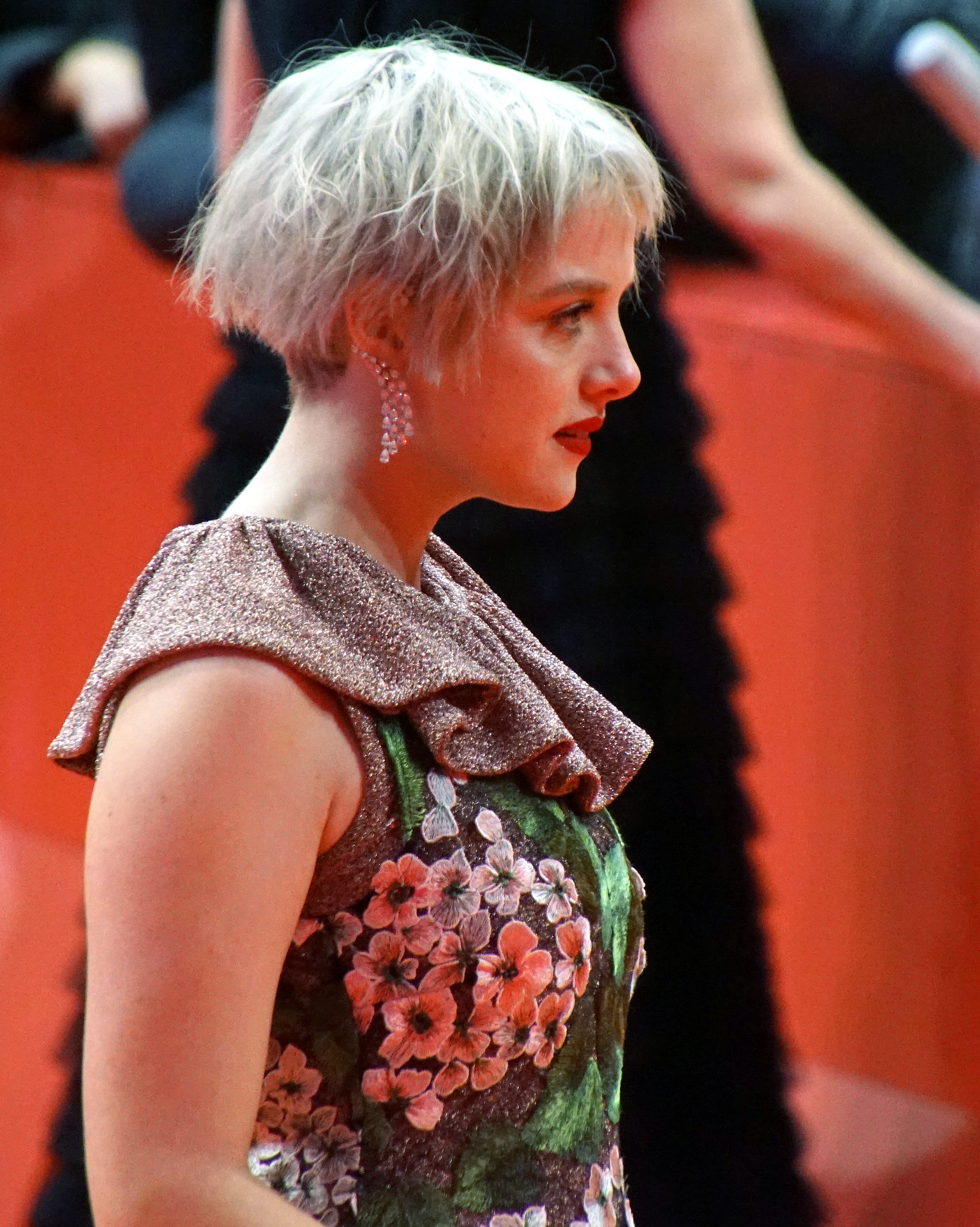
Jella Haase nel 2020

### Cinema
- Mama kommt! (2009)
- Liebe in anderen Umständen (2009)
- Polizeiruf 110: Tod im Atelier (2009)
- Der letzte Rest (2009)
- Orpheus (2010)
- Polizeiruf 110: Einer von uns (2010)
- Meine Familie bringt mich um (2010)
- Licht (2011)
- Lollipop Monster (2011)
- Hannah Mangold & Lucy Palm (2011)
- Kriegerin, regia di David Wnendt (2011)
- Männerherzen … und die ganz ganz große Liebe (2011)
- Ruhm (2012)
- Puppe (2013)
- Tatort: Puppenspieler (2013)
- Eine verhängnisvolle Nacht (2013)
- Die goldene Gans (2013)
- König von Deutschland (2013)
- Fuck you, prof! (Fack ju Göhte), regia di Bora Dağtekin (2013)
- Die junge Sophie Bell (2014)
- Helen Dorn – Unter Kontrolle (2014)
- Die Klasse – Berlin ’61 (2015)
- Fuck you, prof! 2 (Fack ju Göhte 2), regia di Bora Dağtekin (2015)
- 4 Könige (2015)
- Heidi, regia di Alain Gsponer (2015)
- Looping (2016)
- Nirgendwo (2016)
- Tatort: Auf einen Schlag (2016)
- Das Leben danach (2017)
- Fuck you, prof! 3 (Fack ju Göhte 3), regia di Bora Dağtekin (2017)
- Vielmachglas (2018)
- 25 km/h (2018)
- Die Goldfische (2019)
- Kidnapping Stella (2019)
- Get Lucky – Sex verändert alles (2019)
- Das perfekte Geheimnis (2019)
- Kokon (2020)
- Berlin Alexanderplatz, regia di Burhan Qurbani (2020)
- Paule und das Krippenspiel (2020)
- Bis wir tot sind oder frei (2020)
- Lieber Thomas (2021)

### Televisione
- Alpha 0.7 – Der Feind in dir - serie TV, (2010)
- Una scatenata coppia di sbirri (Die Draufgänger) - serie TV, (2010)
- Kommissar Stolberg - serie TV, (2012)
- Il commissario Schumann (Der Kriminalist) - serie TV, (2014)
- The Team - serie TV, (2015)
- Kleo - serie TV, (2022, 2024)